# Haast Pass Monument

Das Haast Pass Monument an der Grenze zwischen der Region West Coast und der Region Otago

Das Haast Pass Monument ist ein Denkmal am Haast Pass/Tioripatea an der Grenze zwischen dem Westland District der Region West Coast und dem Queenstown-Lakes District der Region Otago in Neuseeland.

## Geographie
Das Denkmal befindet sich am Straßenrand des New Zealand State Highway 6.

## Denkmal
Das Denkmal besteht aus drei in der Größe annähernd gleichen, rechteckigen, aus gebrochenem Naturstein gemauerten Blöcken, die einen zusammenhängen Baukörper bilden.
- der mittlere Block ist hochkant und leicht vorspringend gestellt und trägt zwei Gedenktafeln.
  - die obere Gedenktafel trägt das Siegel des National Historical Places Trust und erinnert an die Entdeckung einer alten Route der Māori von der Ostküste zur Westküste Neuseelands durch die Expedition von Julius von Haast und Carles Cameron im Januar 1863.
  - die untere Gedenktafel erinnert an die Errichtung des Denkmals für diejenigen, die die Straßenverbindung zwischen den damaligen Provinzen Westland und Otago geplant und gebaut haben.
- der linke Block trägt in einer in den Block hineingesetzten Steintafel die Inschrift „OTAGO“
- der rechte Block trägt in einer in den Block hineingesetzten Steintafel die Inschrift „WESTLAND“

Vor dem Denkmal befindet sich eine mauerbegrenzte Freifläche die von der Straße des New Zealand State Highway 6 zugänglich ist.